# Crni Vrh (berg)
Crni Vrh är ett berg i Bosnien och Hercegovina. Det ligger i entiteten Federationen Bosnien och Hercegovina, i den centrala delen av landet, 80 km norr om huvudstaden Sarajevo. Toppen på Crni Vrh är 732 meter över havet, eller 318 meter över den omgivande terrängen. Bredden vid basen är 16,1 km.
Terrängen runt Crni Vrh är huvudsakligen lite kuperad.Närmaste större samhälle är Zavidovići, 18,6 km sydost om Crni Vrh.
Omgivningarna runt Crni Vrh är en mosaik av jordbruksmark och naturlig växtlighet. Runt Crni Vrh är det ganska tätbefolkat, med 86 invånare per kvadratkilometer.